# Bernardo Vital
Bernardo Vital né le 29 décembre 2000 à Lisbonne au Portugal, est un footballeur portugais qui évolue au poste de défenseur central au Real Saragosse.

## Biographie

### En club
Né à Lisbonne au Portugal, Bernardo Vital est formé par le GD Estoril-Praia. C'est avec ce club qu'il joue son premier match en professionnel, le 20 septembre 2020 à l'occasion d'une rencontre de deuxième division portugaise face à l'Académica Coimbra. Il entre en jeu à la place de João Gamboa (en) et son équipe s'incline par un but à zéro.
Il participe lors de la saison 2020-2021 au sacre d'Estoril, qui remporte le championnat et donc également promu en première division.
Vital fait sa première apparition en première division portugaise le 7 août 2021, face au FC Arouca, lors de la première journée de la saison 2021-2022. Il est titularisé et son équipe l'emporte (0-2 score final). Le 10 décembre 2021, Vital prolonge son contrat avec le GD Estoril-Praia jusqu'en juin 2025.
Le 13 août 2024, Bernardo Vital rejoint le Real Saragosse, qui évolue alors en deuxième division espagnole. Il signe un contrat de deux saisons, soit jusqu'en juin 2026.

### En sélection
Bernardo Vital joue son premier match avec l'équipe du Portugal espoirs le 24 septembre 2022, contre la Géorgie. Il entre en jeu après la mi-temps à la place de Eduardo Quaresma et son équipe s'impose par quatre buts à un,.

## Palmarès
GD Estoril-Praia
- Championnat du Portugal de D2 (1) :
  - Champion : 2020-21.